# EDLUT
EDLUT (akronym pro Event-Driven LookUp Table) je počítačová aplikace pro simulaci nervové soustavy. Aplikace je vyvíjena výzkumníky z univerzity ve španělské Granadě a dobrovolníky z celého světa- zdrojové kódy programu byly uvolněny pod licencí GNU GPL verze 3.
EDLUT používá událostně řízené simulační schéma a lookup table k efektivní simulaci neuronové sítě, což umožňuje simulovat biologickou nervovou soustavu nebo poskytuje nástroj pro zkoumání např. robotické paže, přičemž síť stíhá ovlivňovat robotickou paži v reálném čase.